# 托普奇哈區

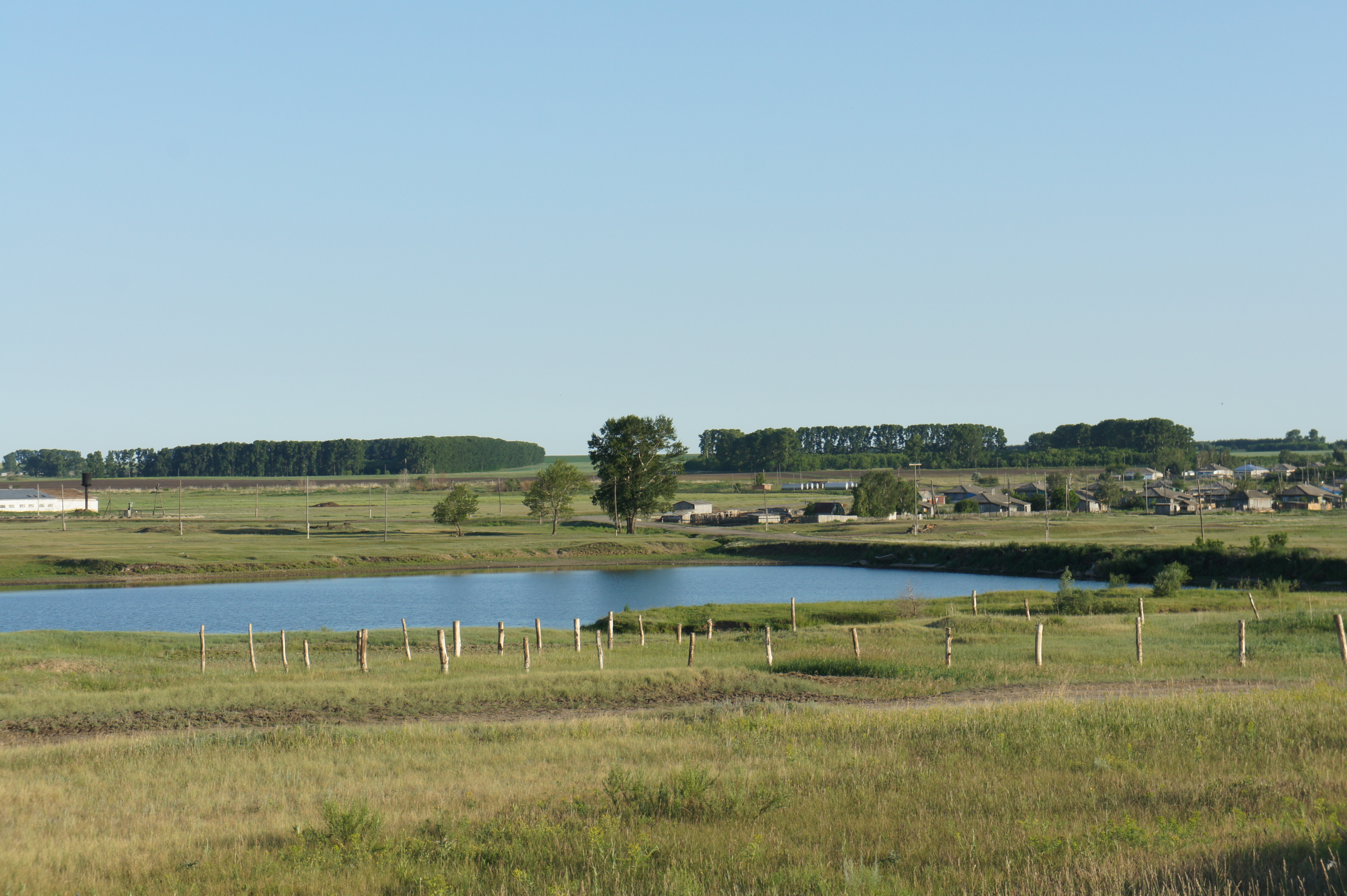

托普奇哈區（俄语：Топчихинский район），是俄羅斯的一個區，位於該國南部，由阿爾泰邊疆區負責管轄，面積3,300平方公里，2010年人口23,350，人口密度每平方公里7.08人。